# Huéneja
Huéneja ist eine Gemeinde in der Provinz Granada im Südosten Spaniens mit 1.177 Einwohnern (Stand: 2024). Die Gemeinde liegt in der Comarca Guadix.

## Geografie
Die Gemeinde liegt im Süden der Provinz und grenzt an Bayárcal, La Calahorra, Dólar, Ferreira, Fiñana, Láujar de Andarax, Paterna del Río und Valle del Zalabí. Der Ort befindet sich am Nordhang der Sierra Nevada.

## Geschichte
Die Ursprünge der Siedlung stammen aus der maurischen Zeit als sich hier eine Gruppe von Jemeniten ansiedelte. Nach der christlichen Eroberung gehörte der Ort zur Markgrafschaft von Zenete.

## Persönlichkeiten
- Jesús Guzmán Delgado (* 1957), Radrennfahrer